# Dubrovačko plemstvo
Dubrovačko plemstvo je viši, povlašteni društveni stalež u feudalnom poretku srednjovjekovnog, renesansnog i kasnijeg razdoblja u tisućljetnom postojanju Dubrovačke Republike koji je imao vlast i upravljao državom.

## Povijest
Od osnutka grada Dubrovnika u 7. stoljeću dubrovačka se vlastela, prema spisima starih dubrovačkih kroničara, izvorno sastojala od oko 150 plemićkih obitelji. Kasnije se s vremenom taj broj postupno smanjivao, pa je u prvoj polovici 14. stoljeća on iznosio 78, u drugoj polovici istog stoljeća (1366. godine) 53, u 15. stoljeću (1442.g.) 33, a u 17. stoljeću samo 24. Razlog tome je što su do 17. stoljeća mnoge obitelji tijekom vremena izumrle (osobito zbog učestalih epidemija kuge), a nijedna nova nije primljena u taj stalež. Da bi, naime, zaštitili svoje interese, dubrovački su plemići bili zatvoreni u svoje okvire i nisu dozvoljavali drugim slojevima dubrovačkog stanovništva (pučanima i seljacima) da dobiju taj status. Uzor su imali u mletačkom plemstvu, pa su kao i Mlečani izvršili u 14. stoljeću tzv. 'zatvaranje Velikog vijeća'. Član Velikog vijeća - zakonodavne skupštine iz koje su proizlazila sva ostala tijela u vlasti i koje je pandan suvremenim zakonodavnim skupštinama u svijetu – bio je svaki punoljetni muški pripadnik plemstva, nakon navršenih 18 godina života.
U 17. stoljeću, u vrijeme kad je veliki potres 1667. razorio Dubrovnik, u krug plemstva primljeno je postupno nekoliko novih obitelji, i to iz redova bogatih pučana. Broj članova Velikog vijeća smanjen je, naime, u to doba na manje od stotinu, pa je došlo do poteškoća oko redovnog popunjavanja svih državnih dužnosti i službi. Ipak, novoprimljene patricijske obitelji su se, uz obvezno ispunjavanje svih zahtjevnih uvjeta za stupanje u plemićki stalež, ponekad teško izborile za priznanje ravnopravnosti sa starom vlastelom.
Dubrovački su se plemići, s rijetkim izuzecima, stoljećima smjeli ženiti samo s dubrovačkim plemkinjama koje im nisu bile u bliskom rodu. Zakonski je regulirana endogamija iznad trećeg koljena srodstva, što je značilo da su se međusobno mogli vjenčati praunuci braće.
Nakon turbulentnih događaja na prijelomu 18. i 19. stoljeća, kada je 1808. godine došlo do prestanka postojanja Dubrovačke Republike, njeno je plemstvo izloženo konstantnom polaganom izumiranju. Velika većina starih patricijskih obitelji je izumrla, pa ih je do danas preživjelo samo nekoliko, među kojima obitelji Božidarević (Bosdari), Bunić (de Bona), Džamanjić (de Zamagna), Getaldić (Ghetaldi), Gučetić (Gozze) i Saraka (de Saracca), te članovi ženske linije u obiteljima Bunić-Đurđević (Giorgi-Bona), Getaldić-Gundulić (Ghetaldi-Gondola), Gradić (de Gradi), Kabužić (Caboga), Natali, Pucić (Pozza-Sorgo) i Sorkočević (Sorgo).

### Kretanje broja
Dubrovačku vlastelu istraživali su Mato Držić (1355. – 1398.), Anonim (nakon 1550.), Nikola Ranjina (oko 1494. – 1582.), Serafin Razzi (1531. – 1611.), Jakov Lukarić (oko 1547. – 1615.), Džono Rastić (1672. – 1735.) i Serafin Marija Crijević (1686. – 1759.). Status građanina mogao se zaslužiti nekim pothvatom, ugledom stečenim kroz rad na korist zajednice, imetkom i ženidbom s građankom. Sve do kraja 12. stoljeća izvori potvrđuju politički subjektivitet cjelokupnog puka. Prema ispravi iz 1050./5. godine, lokrumskom je samostanu, uz pristanak cjelokupnog puka (ex consensu omni populo) dodijeljeno imanje koje mu je ostavio svećenik Dominik. Godine 1169. ugovor s Pisom sklapaju konzuli i svi pučani grada Dubrovnika (papinski izaslanici obraćaju se: consulibus et universo populo supradicte civitatis Ragusii). Do diferencijacije među građanima došlo je 743. kad je veća skupina vlaškog stanovništva, među kojima je bio i jedan iz roda Pecorario koji se nazivao velikim katunarom (chatunar grande), bježeći od tiranije kralja Radoslava s velikim imetkom doselila iz Bosne. Bogati su došljaci doselili "s velikim brojem ljudi i stoke i velikim blagom u zlatu i srebru. U grad su unijeli svoje običaje, slavlja i svetke i zavladali "a modo della nation bosnese, na način Bosanaca", držali su se kao kneževi i svatko je "od njih imao majordoma i cijelu hijerarhiju služitelja". Podijelili su zatečeno stanovništvo na plemiće, pučane i služitelje. Ranjina riječ Murlachi rabi jedino za služitelje. Pučka skupština se posljednji put spominje 1394. godine. Ona sudjeluje u referendumskom odlučivanju o važnim pitanjima, npr. o prihvaćanju Statuta iz 1272. Od ljudi iz grada Mlečani su imenovali na godinu dana zamjenika kneza, pet sudaca i šest vijećnika Malog vijeća. Građanin bi postao plemićem kad bi kao predstavnik svoje "casate" (loze, grane) bio "pripušten" upravljačkim funkcijama. 1332. zatvoreno je Veliko vijeće i građani više nisu mogli postati plemići. Godine 1300. vlasteli je pripadalo 1.675 osoba (2.500 osoba živjelo je u plemićkim kućama, računajući služinčad), a krajem 13. stoljeća Dubrovnik je imao 3.500 stanovnika. Godine 1332., kad je zatvoreno Veliko vijeće, bilo je 1.700 vlastelina, 2.700 ljudi u vlastelinskim kućama i ukupno 4.000 stanovnika. Nevlastelini su bili pekari, mesari, postolari, krojači i ini obrtnici, trgovci, pomorci, "zduri", "soldati", poneki liječnik ili "špičar". 1817. u Dubrovniku je živjelo 5.598 ljudi, od čega je 2.749 (49,1%) rođeno u gradu, a 2.849 (50,9%) bili su doseljenici. Manje od 18% stanovništva pripadalo je rodovima čije je prebivalište tu dulje od 67 godina (prije 1750.).
Dana 12. svibnja 1332. izabrani su starci Marin Šimunov Binčola (oko 1270.-oko 1339.), Džono Držić (oko 1267. – 1348.) i Martol Marinov Crijević (oko 1295. – 1349.) koji su izvršili popis članova Velikog vijeća. Posljednji put članovi Vijeća imenovani su u rujnu 1319. (nema podataka 1320. – 1325.), a od tada su poznati bez navođenja. U Dubrovniku je veleposjednik bio onaj s 15-25 ha zemlje.

### Širenje posjeda
Prvotno se dubrovačko područje prostiralo od Kantafiga do Višnjice, obuhvaćajući padine Srđa i ostalih brda iznad tog obalnog pojasa, Lapad i Lokrum. U prvoj fazi širenja prije 10. st. stečeni su Astarea i Elafiti. U drugoj fazi u 13. i 14. st. stečeni su Lastovo i Mljet, a u trećoj u 14. i 15. st. Pelješac, brdski dijelovi Astareje, Dubrovačko primorje i Konavle. Četvrta faza (stjecanje Korčule, Hvara i Brača) bila je neuspješna.
Dubrovčani su se kretali po neposrednom zaleđu. Po Porfirogenetu plaćali su zahumskom vladaru 21, a travunjskom 36 nomismata. 1359. Đivo Pavlov Gundulić (oko 1305.-oko 1372.) piše knezu Vojislavu Vojnoviću da bi trebao reći kako u Konavlima i Trebinju skoro ništa ne bi bilo posijano da Dubrovčani ne šalju stoku i žito za sijanje i obrađivanje. Astarea je obuhvaćala područje od Poljica (dio Orašca) do Zatona, Rijeku dubrovačku sa Šumetom, Župu dubrovačku i Cavtat. Presjecao ju je posjed Kurila (Petrovo Selo) spuštajući se do mora i čineći Zaton s Poljicama eksklavom. Gornji dijelovi Župe i Rijeke prisvojeni su 1357., a pelješka zemljišna knjiga 1336. (nakon stjecanja poluotoka) jedna je od najstarijih na svijetu. Ugovor s bugarskim carem Mihajlom Asenom protiv srpskog kralja Stjepana Uroša I. 15. lipnja 1253. definira dubrovačko područje: zemlje i sela od Crkve sv. Đurđa iznad staroga grada Epidaura, prema crkvama sv. Petra i sv. Pokrata do vrha Plata, prema dolje do mlinova, odanle gorom od Žrnovnice do Vlaštice, pa gorom iznad Šumeta do Oka, zatim gorama iznad Rijeke do gora iznad Kurila, pa gorama koje su iznad Zatona, Poljica i Orašca, sve do Crkve sv. Tekle. Pitanje je od kada je Cavtat dubrovački. Tri Dubrovčanina 30. rujna 1282. dobila su u Cavtatu vinograd od punice Gojislave, a 7. prosinca 1319. Marija udovica Vida Cassica prodala je vinograd Jakovu Prodanovom Bodaca. U pismu konavoskog kneza Črnomira 1253. žali se dubrovačkom knezu Marsiliju Zorzi i vlasteli jer Dubrovčani hitaju i prodaju njegove ljude, a četiri puta spominje se Cavtat kao pogranični posjed Dubrovčana. Nakratko je izgubljen u ratu sa Srbijom 1301./02. Godine 1335. uhićene su u Cavtatu dvije napuljske lađe koje su sa žitom išle u Kotor. 27. srpnja 1377. Dubrovčani su donijeli odluku da oni za koje se sumnja da su okuženi moraju jedan mjesec proboraviti na posebnim mjestima u Cavtatu, Mrkanu, Bobari i Sv. Petru. Od 1391. do 1426. Cavtat pripada Pavlu Radinoviću, Petru pa Radoslavu Pavloviću.
Godine 1186. dubrovačka vlastela sklopila su mir sa Stjepanom Nemanjom i njegovom braćom Stracimirom i Miroslavom. Po njemu Dubrovčanima se jamči slobodna trgovina u Humu i uporaba luke Drijeva, a Humljanima trgovina u Dubrovniku. 1214. Andrija (sin Miroslavov) izdaje povelju o prijateljstvu, jamčeći mir i slobodu trgovine. Iz Bosne je izvoženo žito, stoka, vosak, srebro, olovo, željezo i roblje, a uvoženi su sol, platno i mnoga druga roba. 1245. Omišani su se obvezali ne uznemiravati strane brodove na području od Stona do Dubrovnika. Kćerju Andrije Nemanjića, Vukoslavom, oženio se dubrovački vlastelin Barbije Teodorov Kručić (Crosio) i dobio u miraz posjed u Obrovu (između Zatona i Orašca). 22. listopada 1348. Sanko Miltenović primljen je u dubrovačko građanstvo, dane su mu tkanine u vrijednosti 40 perpera. Od 1363. do 1367. plaća se mogoriš za vinograde u Rijeci i Zatonu. 15. siječnja 1399. u Lišnici na Usori kralj Ostoja izdao je ispravu o ustupanju Primorja, darovanje je potvrdio Žigmund, a 25. veljače Ostoji i Hrvoju Vukčiću-Hrvatiniću dani su plemstvo i palače. 23. kolovoza iste godine Radić Sanković primljen je u Veliko vijeće, a za Lisac mu je dano 1.500 perpera. Prvi primorski knez imenovan 29. svibnja 1399. bio je Lovro Mihočev Bodaca (1360. – 1400.). Nakon rata s Ostojom u lipnju 1405. Tvrtko II. priznaje predratno stanje, zbog čega ga se prima u vlasteoski krug te mu se daje kuća u Dubrovniku i zemlja u Primorju. Vlastelini postaju i Sandalj i Vukac Hranić, a 31. prosinca 1409. Ostoji je vraćena kuća i zemlja. 25. svibnja 1420. imenovan je prvi konavoski knez Nikolin Marinov Gundulić (oko 1378. – 1422.), te kaštelan grada Soko Marin Jakovljev Prodančić (Prodanello) (oko 1390.-oko 1435.). U siječnju 1423. Sandalj Hranić je oduzeo Pavloviću i njegovu polovinu Sokola i tako ga cijelog predao Dubrovčanima.

### Unaprjeđivanje trgovine
U doba Konavoskog rata, prema istraživanjima Ignacija Voje, prepolovio se opseg dubrovačke kreditne trgovine: od 390.000 perpera 1421. na 188.000 1430. Mir je došao 2. ožujka 1433. Rodovi Basiljević (Basilio) i Đurđević (Georgio) došli su iz Kotora početkom 13. stoljeća. Po dubrovačkim legendama o podrijetlu vlastele iz Dalmacije i Hrvatske potjecalo je 8,73% Dubrovčana, a po popisu iz 1817. njih 10,39%. Iz Albanije je po legendama potjecalo 7,14%, a po popisu 2,13%. Iz Boke kotorske i Crne Gore po legendama je došlo 27,78%, a po popisu 2,33%. Iz Bosne i Hercegovine je istom po legendama potjecalo 17,46%, a po popisu 43,84%, dok je iz Bugarske to bilo 0,79%-0,35%, iz Francuske 1,59%-2,18%, iz Grčke 2,38%-1,32%, iz Italije 27,78%-34,62%, iz Mađarske 1,59%-0,05%, iz Srbije do 3,17%, iz Španjolske 0,79%-0,15%, iz Velike Britanije do 0,79%, a iz ostalih zemalja (Austrija, Belgija, Češka, Ukrajina, Gibraltar, Malta, Poljska, Slovenija, Švicarska) do 2,53%.
Po popisu iz 1817.g. je 20,17% građana Dubrovnika podrijetlom je iz Konavala. Osmanlije zauzimaju prostor od Risna do Herceg-Novog (1483.), pa zatim Grbalj (1497.). Tako jenjavaju i gase se dubrovačke veze s Kotorom. 

### Utvrđivanje službenog jezika u Velikom vijeću
Godine 1472. u Velikom vijeću se raspravlja kojim će se jezikom u Vijeću govoriti. Isključen je lingua slava (hrvatski), nego se govori "lingua vetus ragusea aut latina vulgaris" (raguzejski ili talijanski). Prekršitelj te odredbe plaća jedan perper kazne. Zadnji spomen da dubrovački poklisar govori pred duždem una oration in lingua ragusea (raguzejski) potječe iz 1518. godine.

### Bračne veze, potomstvo i nasljeđivanje
Po Statutu iz 1272. godine podjela imovine između sinova umrlih roditelja moguća je tek nakon što i najmlađi sin postane punoljetan. Prosječan broj djece pod okriljem bračnog para 1700. godine bio je 3,20, 1750.g. 3,58, a 1800.g. 2,53. Godine 1750. više od 21% vlastele nije imalo ni žive roditelje niti brak (samci), a na selima nikad više od 10%. U 18. st. 60,72% plemićkih i 64,86% pučkih brakova doživjelo je dvadesetogodišnjicu. U 18. st. plemkinje se prosječno udavaju s nešto manje od 24 godine života, a 1/4 udana je prije 20-te. Prije 30-te oženjeno je 28% plemića i 80% plemkinja. Od 1440. do 1500. ženik je prosječno 12-13 godina stariji od nevjeste. U Pridvorju 1673.g. 25% muškaraca u dobi od 20-24 godine života već je oženjeno, 1831.g. 2,33%, a 1880. nijedan. U dobi 25-29 njih 45,83% je oženjeno 1673.g., 1831.g. 23,81%, a 1880.g. 10,17%. U dobi 20-24 udano je istodobno 57,69% djevojaka, 1831.g. 25,64%, a 1880.g. 4,41%. U Ponikvama je 1831.g. 6,1% muškaraca i 19,2% žena udano u dobi 20-24, a 32% muškaraca i 46,4% žena u dobi 25-29. U Slavoniji su se primjerice ljudi puno ranije vjenčavali. Tamo je više od 40% ženika i 50% nevjesti mlađe od 20, a u Dubrovniku 3% ženika i 5% nevjesti.
Sredinom 19. stoljeća prosječna ženidbena dob u Dubrovniku za muškarce je 31,05 godina, a za žene 27,14. U Milanu za usporedbu to iznosi 32,0-26,3, u Veneciji 28,3-24,4, u Beču 31,7-27,6, u Trstu 29,6-26,6, u Pragu 31,9-28,2, u Lavovu 31,7-27,1, a u Zagrebu 33,8-27,5. U Austriji je 1900.g. u dobi 20-24 nevjenčano 95% muškaraca i 66% žena, u Francuskoj je to 90%-58%, u Norveškoj 86%-47%, u Portugalu 84%-69%, u Grčkoj 82%-44%, u Mađarskoj 81%-36%, u Rumunjskoj 67%-20%, u Bosni 65%-23%, u Bugarskoj 58%-24%, a u Srbiji 50%-16%. U Irskoj je u vremenu 1896. – 1900. nevjenčanih u dobi 20-24 bilo 96,6% muškaraca i 88,5% žena.
Epidemija kuge koja izbija 1348., ponovno 1363., te još nekoliko puta početkom 15. stoljeća, pa zatim 1482. i 1527. utjecala je znatno na stanje dubrovačke vlastele. Godine 1700. prosječna starost vlastele je 28,35 godina, a 1750.g. 34,93. U prvoj polovini 18. st. udio umrle dojenčadi je 19%, a djece 0-4 34%. Od onih koji su preživjeli prve 4 godine života, najviše ih umire u dobi 70-74, u drugoj polovini 18. st. 75-79. Istodobno 6% umrlih ima više od 80 godina, a u drugoj polovini stoljeća 15%. U prvoj polovini 18. st. vlastelinski parovi imaju prosječno 5,89 poroda, u drugoj 3,40. Zabilježena su tri slučaja s 14 poroda, a udio brakova bez potomaka iznosi 16,2%-22,2%. Dubrovački notar i tajnik Republike Bartolomeo Guglielmov Sfondrati, antunin iz Cremone, u dva braka (Maruša Kotrulj i Magda Pace) ima 19 sinova i 9 kćeri. To je dubrovački vlastelin s najbrojnijim potomstvom. Među pukom je 1831. u Ponikvama prosjek poroda 5,40, u Pridvorju 5,49, na Lastovu 4,34, u Cavtatu 4,18, u Nakovani 5,5. Pojačana je spolna aktivnost u travnju, kolovozu i razdoblju od prosinca do veljače. Djeca se najčešće rađaju u svibnju, od kolovoza do listopada i u siječnju. U prvoj polovini 17. st. vrh smrtnosti je u veljači (15,91%) i srpnju (12,91%). U 18. st. 56% smrti zbiva se od studenog do travnja.
Izravno srodstvo (otac-kći, majka-sin, djed-unuka) nepremostiva je bračna zaprjeka u svim pravnim sustavima. Kod krvnog srodstva u pobočnoj liniji, Crkva je u 5. stoljeću iz običajnog prava preuzela 4. stupanj kao bračnu zaprjeku, a u 6. stoljeću 5. i 6. stupanj. Na IV. lateranskom saboru (1215/6. godine) papa Inocent III. ograničio je bračnu zaprjeku na 4. stupanj po kanonskom računanju. Pobočno srodstvo u prvom koljenu (brat-sestra) smatralo se nepremostivom zaprjekom. Već za srodstvo 1. i 2. stupnja po kanonskom računanju (stric-nećakinja) zaprjeka nije bila apsolutna. Za sklapanje braka do 2. stupnja srodstva (bratić-sestrična) dopusnicu je mogao dati papa, a do uključivo 4. stupnja (treći rođaci) bio je nadležan biskup. Dalje od 4. stupnja srodstvo se više nije smatralo bračnom zaprjekom. U rimskom i većini građanskih prava krvno srodstvo se računalo po načelu Quot generationes, tot gradus (koliko poroda toliko stupnjeva), tj. prema broju poroda između dviju osoba. Od 7. stoljeća takav način izračuna prihvatilo je i kanonsko pravo, ali je kasnije preuzelo germansku tradiciju koja stupanj srodstva određuje prema broju naraštaja do uključivo zajedničkog pretka. Iz germanskog računanja razvilo se kanonsko (crkveno) koje se primjenjivalo i u Dubrovniku.
Dubrovački plemićki krug zatvorio se 1332. godine. On je u tom trenutku bio vrlo širok i predstavljao značajni dio dubrovačkog stanovništva u cjelini. Stoga barem u početku statusna sastavnica ženidbene strategije nije predstavljala kočnicu. No, s protokom vremena endogamija sve češće postaje ograničavajućom sastavnicom, vlastelinski krug sve je više srođen i sve je manji broj mladenaca na "bračnom tržištu", a da pritom ne postoji srodnička zaprjeka. "Ventil", ne tako često korišten, u mogućnosti sklapanja braka s pučankama, a da se pritom ne izgubi plemićki status, zatvoren je 1462. godine. Veliko vijeće donijelo je odluku (Ordo de Matrimoniis Nobilium) da se vlastela ne smiju ženiti pučankama "da se ne bi odsad kvarila plemićka krv pučanskom". Dijelom i zbog te odluke vlastela su počela sklapati brakove u prebliskom srodstvu, pa je 1535. Veliko vijeće pod prijetnjom gubitka plemićkih prava i povlastica zabranilo sklapanje brakova u 3. stupnju krvnog srodstva i srodstva po tazbini po kanonskom računanju. Zaključkom Tridentskog koncila (1545/63) zabranjeno je sklapanje braka do 3. i 4. koljena bez dopusnice papinske kurije. 
Ipak, učinci endogamije i demografskog pada dubrovačkog patricijskog kruga u 16. stoljeću nametali su potrebu liberalizacije srodničkih brakova. Stoga je dubrovačka vlada 1566. godine dala uputu stonskome biskupu da kod pape u Rimu isposluje generalnu dispenzu za sklapanje brakova u 3. i 4. stupnju krvnog srodstva, obrazlažući to padom broja vlastele i nemogućnošću srođivanja sa susjednim plemićima i plemkinjama, jer su pod osmanskom opsadom. Papinska kurija nije prihvatila tu molbu, ali je, uvažavajući dubrovačke argumente, odobrila pojedinačne zahtjeve u kojima srodstvo nije bilo bliže od 4. stupnja. Prema Krivošićevim istraživanjima, u 16. je stoljeću od 615 registriranih ženidbenih ugovora 113 mladenaca koji su dobili crkvenu dopusnicu (dispenzu) bilo u krvnom srodstvu 3. ili 4. stupnja. 
Biološko se propadanje vlasteoskog staleža u 17. stoljeću pojačalo. Uz odluke donesene u vezi primanja novog plemstva, donesene su i odluke o liberalizaciji ženidbe. Tako je 5. studenog 1666. Veliko vijeće donijelo tri odredbe kojima su donekle ublažene dotadašnje stroge endogamijske mjere. Ukinuta je zabrana vjenčanja vlastele u trećem stupnju krvnog srodstva, vlasteli je dopuštena ženidba s plemkinjama iz bilo kojeg grada (dotad su se smjeli ženiti samo s plemkinjama iz dalmatinskih gradova) i do daljnjega im je dopuštena ženidba s djevojkama iz uglednih građanskih obitelji. U 17. stoljeću registrirana su 153 srodnička ženidbena ugovora u vlastelinskom krugu.
Unatoč svim poduzetim mjerama, plemićki je krug u 18. stoljeću bio na samom rubu biološkog opstanka. Tome je dodatno pridonijelo zaoštravanje klanovskog sukoba, koje se prenijelo i na biološku razinu, tvoreći dvije endogamne patricijske skupine (salamankezi i sorbonezi) koje se međusobno ne miješaju. Potpuni raskol vlastelinskog kruga smanjio je "ponudu" na bračnom "tržištu". Zbog toga se broj srodničkih brakova naglo povećao i u drugoj polovini 18. stoljeća 3/4 vlasteoskih brakova bilo je sklopljeno u krvnom srodstvu do 4. stupnja. Istodobno, u ostaloj dubrovačkoj gradskoj populaciji srodnički brakovi bili su prava rijetkost. Prema Stjepanu Krivošiću, u knjigama vjenčanih iz 18. stoljeća zabilježena su 134 vjenčanja, od kojih 66 u krvnom srodstvu, a u 19. stoljeću 34 vjenčanja od kojih je 13 u krvnom srodstvu. Krivošićev račun nije točan. Istraživanjem skupine autora za razdoblje od 1731. do 1780. utvrđeno je čak 80,65% srodničkih brakova. Nisu obuhvaćeni brakovi vlastele koji su promakli matičnim knjigama vjenčanih. To su uglavnom bili brakovi sklopljeni izvan Dubrovnika, u kojima jedan bračni drug nije pripadao plemićkom krugu pa između supružnika nije bilo srodstva (primjerice ženidbe roda Natali u Ukrajini). Na ispitanim uzorcima dubrovačkog puka u 18. i 19. stoljeću nije bilo nijednog slučaja braka u srodstvu. Za takve brakove nije bilo nikakvih posebnih razloga, ni staleških, ni imovinskih, a i širok izbor drugova pogodovao je boljem poštovanju crkvenih zabrana. U dubrovačkoj seoskoj sredini srodnički brakovi sklapani su zbog imovinskih razloga i geografske izoliranosti, ali i pod utjecajem seoske interne društvene stratifikacije. Želja za očuvanjem posjeda putem ženidbe javljala se u nešto bogatijim priobalnim naseljima, pogotovo u onima u kojima se tijekom 16. stoljeća snažnije razvilo brodarstvo (Orebići na Pelješcu, Slano u Dubrovačkom primorju). U Orebićima je od ukupnog broja supružnika 1751. godine čak 32,1% bilo u srodstvu, a u Nakovani, brdskom naselju istog, pomorski usmjerenog područja na Pelješcu (Trstenica) tek 10%. Na pelješkim primjerima iz 19. stoljeća udio srodničkih vjenčanja u ruralnim naseljima nije prelazio 10%, osim u izoliranim naseljima, gdje je ponekad dostizao gotovo jednu četvrtinu (23,1% u Dančanju 1831.g.). Na izoliranim otocima izbor drugova u srodstvu daljem od 4. stupnja bio je vrlo ograničen, pa je udio srodničkih brakova bio veći. Na Lastovu je u razdoblju od 1691. do 1710. sklopljeno 20% brakova u srodstvu, a od 1841. do 1870. čak 28%. U Maranovićima na otoku Mljetu udio srodničkih brakova iznosio je od 1870. do 1880. godine 53,63%, a u većem mljetskom naselju Babino Polje 20%. ˝Casata˝ je zajednica vlastele koju odlikuje osjećaj pripadnosti istoj obitelji i vremenski kontinuitet. Istoj casati može pripadati više obitelji koje, iako žive odijeljeno, još uvijek imaju jak osjećaj krvne pripadnosti. Potvrdu takvom shvaćanju casate nalazi se u slučaju koji se dogodio prilikom agregacije nove plemićke obitelji Sorkočević-Bobaljević (Sorgo-Bobali). Na sjednici 19. kolovoza 1667. u vlastelu su izabrani promicatelj interesa u Vatikanu kardinal Barberini zajedno s braćom i nećacima, te mu je dana čast da sam odabere drugu kuću. Izabrao je kuću braće Stjepana (oko 1631. – 1691.), Frana (oko 1632. – 1692.) i Bartula Sorkočevića (oko 1635. – 1704.), braću nešto ranije agregiranoga Miha. 3. listopada 1669. odlučeno je da svi zajedno (iako su podijeljeni) čine jednu jedinstvenu casatu. Casata je obiteljska zajednica koju čine roditelji i djeca, te najviše jedan dječji bračni par s djecom.

### Ogranci plemićkih rodova
Zbog kuge 1348. izumrlo je 74,9% casata (obitelji, odnosno ogranaka rodova), a novostvorenih je 28,45%. Između 1440. i 1450. broj casata narastao je za 91,41%. Punoljetnost se prvobitno stjecala s 20 godina, a nakon kuge 1348. dobna granica je snižena na 18. Godine 1594. Veliko vijeće ima 309 članova, a 1.272 ljudi su u vlastelinskom krugu. Pad Republike je, za razliku od tog broja, dočekalo oko 335 članova vlastele. Godine 1300. bilo je 1.700 vlastelina, a 1500.g. 2.000. Jedna casata ima 4-6 članova. U vlastelinskim kućanstvima 1300. živjelo je oko 2.500 ljudi, a 1500.g. oko 3.300. Sredinom 14. stoljeća Menčetići su najbrojniji plemićki rod (s 28 casata, nešto manje od 12% ukupnog broja). Od 1350. do 1500. broj Menčetićevih casata pao je s 28 na 17, a Gučetićevih se povećao sa 7 na 44.
U vrijeme pada Epidaura Dubrovnik već obuhvaća cijeli današnji južni dio grada, Pustijernu sve do današnjeg Kneževa dvora i Bunićeve poljane, područje oko Crkve sv. Petra i područje oko Kaštela. Danas se područje unutar zidina rasprostire na 13,38 ha. U ranom srednjem vijeku u Zadru je na 22 ha živjelo 3.000-4.000 ljudi (136-181 po hektaru), u Poreču 370 po ha. U Zadru je u 14. st. živjelo 170 ljudi po ha, u Splitu i Trogiru 600 po ha, u Firenci 160 po ha, u Berlinu 100 po ha, u Stralsundu 278 po ha. U 17. i 18. st. u Avignonu je živjelo 150 po ha, u Grenobleu 450. U Veneciji 1661. 125 po ha, 1712. 135, 1740. 140, krajem 18. st. 325. U Firenci 203 po ha, u Milanu 160, u Napulju 153, u Palermu 84, u Genovi 79, u Parmi 50. U Dubrovniku je po popisu iz 1817. živjelo 3.700 ljudi (276 po ha). 1500.g. živjelo je 7.000 ljudi (523 po ha), 1667.g. 4.500 (336 po ha), a u 7. – 10. st. po procjenama 400-2.700 ljudi. 871. godine u Dubrovniku je harala žestoka ognjuština (una febre acutissima++), veliki pomor zbio se 901., a lijek je u oba slučaja bio kiselo mlijeko. U razdoblju od 7. do 10. st. u gradskoj skupštini moglo je sudjelovati 112-756 ljudi, a moglo je postojati 40-270 casata.
Godine 1022. papa Benedikt VIII. potvrdio je dubrovačku nadbiskupiju, a 1026. grad je dobio svog parca Svetog Vlaha. Potpisani su ugovori o suradnji i trgovini s Molfettom (1148.), Pisom (1169.), Ravennom (1188.), Fanom i Anconom (1199.), Kotorom (1181.), omiškim Kačićima (1190.), Bosnom Kulina bana (1189.), bizantskim carem Izakom II. Angelom (1192.) i srpskim vladarom Stjepanom Nemanjom (1186.). Ugovor sa Stjepanom Nemanjom potpisan je nakon poraza Nemanjića u pomorskoj bici kraj Poljica 1184. i njihova neuspješnog napada na grad. Samo četvrtina stanovništva preživjela je 1145.g. 
Tijekom 11. i 12. st. Dubrovnik je imao 1.500 do 3.000 ljudi. Prvi spomenuti dubrovački plemićki rodovi su Arabarbi, Canialbi, Fuseri, Mergnucho i Sclepo. Tadašnji prior Petar Slaba (oko 1030.) vjerojatno pripada rodu Gundula od kojeg će se kasnije razviti i rodovi Luca i Luccari. Ugovori su potpisani s Monopolijem i Barijem 1201., Termolijem 1203., Recanatijem i Riminijem 1206., Bisceglijem 1211., Ferrarom 1231., Splitom i Šibenikom 1234., Ulcinjem 1242., Senjom 1248., Trogirom 1250., albanskim vladarom Krojem 1210., Stjepanom Prvovjenčanim 1215. i bugarskim carem Ivanom Asenom II. 1230. Dubrovnik je već tijekom 13. st. trgovao s Egiptom, Tunisom i drugim dijelovima sjeverne Afrike. 1277. donesen je carinski statut, izgrađeni su Fontik (žitnica) i lučki arsenal, 1290. osnovan je azil na nezbrinutu djecu u samostanu sv. Klare, gradilo se na Prijekom. U požaru 16. kolovoza 1296. izgorio je burgus ispod Crkve sv. Marije od Kaštela, te se i danas ta ulica zove Garište. U 13. st. javlja se i dubrovačka zastava s likom sv. Vlaha. U Velikom vijeću je 45,25% casata, 54,26% rodova.
Od 1250. do 1300. izumrlo je 136 casata i 44 roda. Godine 1300. žive 1.673 vlastelina u gradu s 3.500 stanovnika. Dubrovačke kolonije su: 1301. Spinarnica u Epiru, 1312. Rudnik, 1313. Mačva, 1332. Prizren, 1339. Priština. Posreduje se u trgovini raznih vrsta tekstila, drva, stoka, stočnih i poljoprivrednih proizvoda, soli, ruda, zlata i druge robe. 1336. donesena je odluka da se u Stonu i Malom Stonu izgradi 150 kuća. 1343.g. napuštena je stara nadbiskupska palača, a nadbiskup Ilija Rusinov Saraca (oko 1300. – 1360.) daje izgraditi novu. 1347.g otvoren je prvi objekt (hospital) za bolesne i iznemogle starce. Treba uzeti u obzir da se stanovništvo nakon katastrofa brzo oporavlja. U epidemiji kuge 1739. u Požegi je, na primjer, umrlo je 60% ljudi (pad s 1.400 na 608 stanovnika), a već iduće godine zahvaljujući doseljavanju bilo je 1.200 stanovnika. Kuga začeta u Indiji 1332. proširila se u Kinu, 1341. je u Rusiji, 1347. preko Istanbula i Sicilije stiže u Europi.
Po Peterkoviću je 1348. godine od kuge pomrlo 110 članova Velikog vijeća i 10.000 ostalih ljudi. U Mlecima je pomrlo 50% ljudi, ukupno u svijetu 50.000.000 (u Europi 25.000.000). Kuga se na dubrovačkom području prvi put javila u siječnju 1348. na Šipanu. Stanovništvo se razbježalo, a 12. travnja donesena je odluka da se ljude vrati u grad pod prijetnjom kazne od 500 perpera za vlastelu i 100 za pučane. 30. svibnja je zbog kuge punoljetnost smanjena s 20 na 18 godina. Kuga je po Ranjini počela 15. siječnja 1348. i trajala 7 mjeseci. U prvom obliku u neprekidnoj groznici (ognjici) baca se krv i umire nakon tri dana. U drugom obliku dolazi do visoke temperature, čireva pod pazuhom i u preponama, a smrt nastupa nakon pet dana. 30. svibnja donesena je odluka da obrtnici koji se dosele u grad u roku od godinu dana, pet su godina oslobođeni svih davanja osim carine. 1. lipnja amnestirani su svi koji se vrate u roku od jedne godine. Od 1300. do 1350. izumrlo je 30 rodova. Ugašeno je 71,83% casata, a vlastelina je 370 manje. Velika zaraza nekom drugom bolesti po Rastiću 1322. uzrokovala je smrt 92 vlastelina i puno naroda. Rod Vatreni izbačen je iz vlastelinskog kruga zbog nevraćanja nakon bijega.
Godine 1350. u Dubrovniku je 239 casata i oko 1.303 članova. Bobaljevićev klan je promletački, Gundulićev protumletački, a Gučetićev prougarski. Dubrovčani su bili saveznici Balšićima koji pretendiraju na Kotor. Tako su jednom prilikom zatvorili Kotorane, zaplijenili im imovinu, spalili Vojnovićeve žitnice u Gackom i Sjenici i sprječavali izvoz soli u Srbiju. Mir je sklopljen u Onogoštu 1362. godine. U ratu Genove i Ludovika I. protiv Venecije Dubrovčani se pridružuju đenoveškoj floti. Mato Vidov Georgio (oko 1329. – 1400.) zbog zasluga dobiva đenoveško plemstvo. Ratuje se s Kotorom (1370. mletački grad), Torinski mir 1381. Godine 1400. braća Nikolica (oko 1352. – 1400.), Jakša Krvin Džamanjić (Zamagno) (oko 1365. – 1400.), Lovro (oko 1360. – 1400.) i Šimun Mihočev Bodaca (oko 1365. – 1400.) osuđeni su na smrt jer su za pregovora sa Stjepanom Lazarevićem skovali urotu i pozivali trebinjske i popovske vojvode preuzeti vlast. Tri dana njihova su tijela bila izložena ispred Orlandova stupa, pokopani su pred vratima klaustra u samostanu Male braće, grobovi su im prekriveni ciglama. Konfiscirana im je sva imovina, a nadnevak otkrivanja urote 9. ožujka postao je državni blagdan. Nove dubrovačke kolonije postaju: Srijemska Mitrovica (1361.), Novo Brdo (1370.), Srebrenica (1376.), Drijeva (1381.), Rudine kraj Bileće i Plani u Srbiji (1388.), Brštanik (1382.), Ilok i Ustikolina na Drini kraj Foče (1399.). Otvoreni su konzulati u Siracusi (1390.) i Messini (1399.).
Tijekom 14. st. bilo je raznoraznih pošasti. 6. siječnja 1351. zbio se veliki potres, 15. siječnja 1361. jednogodišnja kuga iz Aleksandrije (oko 2.500 mrtvih), 1363.g. kuga od tri i pol mjeseca, pa kuga sporadično 1371. – 1374., kuga iz Rima 1391., 1397. kuga u Vignju, 1399. u Obodu. 1400.godine kuga u Veneciji odnijela je oko 16.000 života (u Dubrovniku 560 vlastelina, 207 žena i 4.000 pučana). U 14. stoljeću broj rodova pao je s otprilike 90 na 39. Godine 1400. bilo je 128 casata s oko 907 članova. Zbog zasluga oko ustupanja Pelješca 2. siječnja 1336. protovestijar cara Dušana s bratom primljen je u plemstvo. Uprava nad Korčulom, Hvarom i Bračom 1413.g. zbog velikog otpora otočana nije se dala ostvariti, a u ratu s Korčulom 1451. nakratko su izgubljene konavoske planine. Granice se nakon vraćanja konavoskih planina do pada Republike više nisu mijenjale, osim što je u 18. st. otkinut djelić zemlje kraj Imotice postavši dijelom neumskog koridora. 
Tijekom 15. st. Dubrovčani imaju 20 konzulata u Italiji i na Malti. Razvile su se manufakture za proizvodnju i bojenje tkanina, iz Katalonije je uvožena vuna merino ovaca, procvali su zlatarski, klesarski, zidarski, stolarski i drugi obrti. Crkveni sabor u Baselu 1433. odobrio je Dubrovčanima privilegium navigationis ad partes orientis, pravo povlaštene trgovine u zemljama pod vlašću islamskih vladara. Dubrovačke kolonije niču u Jajcu, Višegradu, Goraždu, Kreševu, Fojnici, Foči, Deževici i Visokom. Mnogi knezovi u Srebrenici, Zvorniku, Foči i Kreševu bili su Dubrovčani. U Srebrenici 1434. djelovalo je 37 dubrovačkih obrtnika (15 zlatara, 10 krojača, 5 podstrigača sukna). 1450. u Smederevu bila su 94 dubrovačka trgovca, od toga 20 vlastelina. Još toliko bilo ih je u Prištini, Novom Brdu, Rudniku i Trepči. Od 1406. do 1413. drvene građevine zamijenjene su posve kamenima, 1410. izgrađeno je skladište žita razoreno 1667., u gradu je došlo do eksplozije baruta 10. – 11. kolovoza 1435., obnovljen je Knežev dvor s vijećnicom, od 1436. do 1438. izgrađen je javni vodovod, 1444. novi gradski zvonik, 1420. ljekarna Domus Christi, 1432. nahodište (ukinuto 1927.), 1435. prva javna škola. Razne su pošasti harale i u 15. stoljeću. Kuga 1401., 1416. (3.800 žrtava), 1427. (Lopud i Osojnik), 1430.g. druga bolest i niz potresa, kuga 1437. (u gradu ostalo samo 11 plemića od kojih je preživio samo Marin Šimin Rastić (1354. – 1443.)). 18. prosinca 1451. bosanski kralj Stjepan Tomaš darovao je Dubrovčanima Dračevicu sa Sutorinom i Morinjem, te gradovima Novim i Risnom sve do međe kotorske. Tražili su i Trebinje s Površi i Lugom, župe Vrm i Vrsinje s gradovima Mićevcem i Klobukom.
Dubrovčani su bili saveznici Stjepanu Tomašu i despotu Đurđu protiv hercega Kosače. Mir u Novome postignut je 10. travnja 1454., a granice su ostale kakve su bile (ništa od željenog proširenja). Osmanlije su okružile dubrovačko područje 1483. i neki su dubrovački izdajnici ubijeni radi pregovora s njima o prepuštanju Stona. Dubrovnik je počeo napuljskom kralju slati sokolove za lov, Ferdinand II. je 1490. dao punu slobodu kretanja i trgovanja po Kastilji, Aragoniji i Siciliji. Firentinski konzul u Dubrovniku postavljen je 1495., a 1490. dubrovački konzul u Aleksandriji, 1499. u Marseilleu. Po Vladimiru Stipetiću 1500. je BDP per capita (po vrijednosti dolara 1990. godine) u Dubrovačkoj Republici bio 930 USD, u talijanskim zemljama 1 100, u Švicarskoj 742, u Francuskoj 727, u Engleskoj 714, a Austriji 707, a u Španjolskoj 698. Godine 1477. za senjskog kapetana postavljen je Dubrovčanin Marin Damjanov Georgio (oko 1448. – 1486.). Minčeta i Bokar izgrađeni su 1461., Revelin 1463., Kaše 1484. U drugoj je polovini 15. st. bilo dosta pošasti. Kuga 1456. – 1458. (28 vlastele, 20 žena, 500 pučana), kuga 1459., 1461. jak potres (9 po Mercaliju), 8. kolovoza 1463. zapalilo se skladište municije ispod dvora (poginulo oko 100 ljudi, 20 plemića i plemkinja i 5 firentinskih trgovaca, djed Marina Držića), kuga 1464. – 1467. (45 plemića, 33 plemkinje, 2.500 pučana, 8 lokrumskih redovnika, 10 franjevaca, 9 dominikanaca, 4 redovnice u samostanu Sveti Andrija). Godine 1472. ybio se razorni potres u Gružu i Lapadu (oštećen prednji dio crkve na Gorici), kuga 1473., 14. veljače 1481. oko 23 sati potres (10 po Mercaliju) pogodio je Primorje, drugi udar idućeg dana oko 9 sati, pa 26. rujna 1482. u doba pomrčine Mjeseca. Kuga 1481. (po Anonimu prva žrtva Ivan Ranjina, pomrla 92 vlastelina, 43 žene, 1.947 pučana), kuga 1486. (13 u Dubrovniku, 9 u Trsteniku na Pelješcu), 1491., 1500., u Stonu 1495. ognjuština (30 vlastelina, žena i djece, 800 pučana).
U drugoj polovini 15. st. Republika ima 90.000 stanovnika, vlastela ima 331 casatu i 2.000 ljudi. Karlo V. (1516. – 1556.) potvrdio je Dubrovčanima stare i odobrio brojne nove povlastice na zapadnom Sredozemlju i u Napuljskom Kraljevstvu. Iz Carstva su se preko Dubrovnika u Europu izvozili poljodjelski proizvodi i sirovine (vuna, koža, stoka, vosak, sir, žito, rude itd.), a karavanskim putem uvozile velike količine soli i europska manufakturna roba (razne vrste sukna i tkanina). Sol iz južnotalijanskih luka prodavala se u Slanom, na Neretvi i na Pločama u Dubrovniku. U više od 60 sredozemnih luka bili su dubrovački konzuli. Tijekom 16. st. 170 do 200 većih dubrovačkih brodova, 4.000 pomoraca. Brodogradilišta su u Gružu, na Lopudu i Šipanu. Razvija se kreditna trgovina, novčarstvo, trgovačka društva i osiguravajući poslovi. Pomorske i carinske dadžbine i monopol nad trgovinom solju donose najviše prihoda Republici. Glade se palače, ljetnikovci, Sponza (1516.), Revelin (1539.) i Rupe (1543.). Pošasti u 16. stoljeću su kuga i dizenterija 1503., potres u Primorju 7. prosinca 1504.g. (9 po Mercaliju), idući dan 7 stupnjeva, 1506. – 1509. u pomoru umrlo 45 plemića, 29 plemkinja i oko 1.500 pučana, 1514. – 1517. niz potresa, najjači 6. svibnja 1516. (10 po Mercaliju). 1516. u karantenu su stavljena dva zaseoka u Petrovom Selu zbog moguće kuge, 1517. u pomoru stradalo 110 plemića, 30 plemkinja i 1.500 pučana. U potresu (9 po Mercaliju) 17. svibnja 1520. poginulo je 17 ljudi, šteta 100.000 dukata u gradu, 50.000 na selima. Trusno je sve do siječnja 1522. Uz franjevački je samostan stoga izgrađena zavjetna crkvica sv. Spasa. Kuga 1526. – 1527. pobila oko 20.000 državljana Republike (75 plemića i 84 plemkinje, 160 redovnica), 6.000 u Splitu. 1528. kuga je u Stonu, potresi 1530., 1531. i 1534., kuga 1533. (17 plemića, 19 plemkinja, 2.600 pučana), a velika glad 1539. (22 mjeseca, 4.500 umrlih), 1540. ognjuština (46 vlastelina), pelješki pomor 1543. (90% Stonjana), 1545. u dva zaseoka iznad Rijeke dubrovačke pomrlo 17 ljudi, niz potresa od 13. kolovoza 1543. do veljače 1547. Potres (8 po Mercaliju) oštetio je stonsku solanu.
Zbog svih katastrofa ukupni broj stanovnika pao je s 88.000 (1498.) na 53.000 1550-ih. Od 1500. do 1550. s 1.963 na oko 1.565 vlastelina, broj casata s 331 na 267. Potkraj 16. st. u talijanskim bankama Dubrovčani čuvaju 400.000-600.000 dukata. 1599. Republika ima 52 broda duge plovidbe od oko 21.000 kola nosivosti, 10.000 kola manje nego 1570. – 1585. Godine 1555. glad vlada u Stonu, 1556. – 1559. niz je potresa, potres (10 po Mercaliju) u Kotoru 13. lipnja 1563., potresi do 1572., najjači 13. srpnja 1567. (9 po Mercaliju). Kuga izbija 1572. i 1573. pa 1585. i 1586., broj stanovnika s 53.000 1550-ih narastao na 55.500., ali 1600. je 50.000 i nastavlja opadanje. U rujnu 1573. poslan je apostolski vizitator feltranski biskup Gian-Francesco Sormano srediti dubrovačku crkvu. Godine 1600. u Dubrovniku je 229 casata i oko 1.234 člana. Mlečani su opsjeli Lastovo 1603. – 1606., pretendirali na otočiće Molunat i Sušac, pokušali opsjesti Lokrum 1630./31., blokirali Dubrovnik i grušku luku 1617., pljačkali Pelješac i Lopud, šikanirali dubrovačke brodove i trgovce dugotrajnim karantenama, zabranili izvoz u Dubrovnik, protežirali splitske skale, naplaćivali pristojbe za plovidbu po Jadranu, odlučivali o ribolovu, širili dezinformacije o zaraznim bolestima, otimali brodove koji su vozili žito u Veneciju. Smirilo se 1635. potpisivanjem mira, ali je Kandijski rat obnovio neprijateljstva. Mlečani su 1646. došli na granice Republike, hajdučke skupine stvaraju teškoće u pograničnim naseljima, Korčulani i Hvarani pokušavaju se naseliti na Sušcu, priječi se trgovina solju preko Neretve, plijene se brodovi.
Dubrovčani imaju 100-120 brodova s 12.000 kola nosivosti. Zbog recesije zatvarani su konzulati, povećane novčane rente, carine, pristojbe i cijene luksuzne robe, uvedeni posebni zakoni protiv raskoši i luksuza, maksimizirana cijena osnovnih živežnih namirnica, smanjena sva javna ulaganja. Potresi su bili 1631., 1634. i 1639., požar 1610., kuga 1647. Grad je pao s 50.000 na 35.000 stanovnika. U isto vrijeme stanovništvo Španjolske palo je s 8.500.000 na 7.500.000 ljudi, Italije s 12.000.000 na 11.000.000, Portugala s 2.020.000 na 1.750.000.
Godine 1650. vlastelu je činilo 699 ljudi u 128 casata. Od 1511. do 1560. 711 osoba primljeno je u Veliko vijeće, a od 1601. do 1660.g. 322. Godine 1657. bosanski beglerbeg Sejdi-Ahmed paša s 6.000 vojnika od 21. do 23. rujna na putu za Herceg-Novi robio je, pljačkao i ubijao konavoske seljake. Kuga je harala 1666., pa je 14. srpnja iste godine odlučeno održati svečanu procesiju "da bi se odvratio gnjev Božji".
6. travnja 1667. nastupila je pošast kataklizmičkih razmjera. Potresom je razrušen cijeli prostor seksterija svetog Vlaha, nešto bolje izdržale su zgrade u seksterijima Pustijerne, Kaštela i Sv. Petra. Na sjevernoj strani današnje Place, Sv. Nikoli, razorena je 1/3 građevina, najviše dio ispod Prijekoga. Grad je pretvoren u ruševine. Pljačkala je karavana "Turaka i Morlaka" s 500 konja, te skupina Cavtaćana koja je opljačkala robe u vrijednosti 30.000 dukata. Razbijena i opljačkana je državna riznica, te žitnica. U pismu napisanu 9. travnja 1667. na brodu kraj Koločepa, dubrovački nadbiskup izvješćuje da je "grad izgubio 14.000 osoba". Fra Vido Andrijašević piše 16. travnja Diodonu Vlahušinom Božidareviću u Anconu kako je preživjelo 500 ljudi, od vlastele nešto više od 40. Sebastijan Serafinov Džamanjić piše 9. srpnja Stjepanu Mihovom Gradiću da je stradalo 2/3 vlastele i 4/5 naroda. U pismu upućenu iz Brindisija u Lecce 15. travnja 1667. navodi da je od 15.000 ostalo 1.300 ljudi s 30 plemića. Dan kasnije dano je uputstvo poklisarima Jaketi Ivanovom Palmotiću Djonoriću (oko 1616. – 1680.) i Martolici Kristovom Džamanjiću (oko 1633. – 1687.) obavijestiti turskog sultana navodeći da je "na životu ostalo manje od 1/3 stanovnika". 26. travnja javljeno je francuskom kralju Luju XIV. da su poginule 2/3 ljudi. Kotorski kapetan Vinko Đimeta 11. travnja kaže generalnom providuru Dalmacije da je poginulo 7.000 ljudi, kako su mu rekli Dubrovčani 8. travnja u gruškoj luci. Generalni providur Cornaro na putu za Kotor svratio je u Gruž, 18. travnja piše da je poginulo četiri i više tisuća, preživjela trećina. 
Prema kazivanjima redovnika u gradu je ostalo 1.000 ljudi. 14 od 33 senatora poginulo je u potresu. Poginulo je oko 219 (41,48%) vlastelina. Poginuo je knez i prema procjenama ukupno 1.890 od 4.500 ljudi (42%). Nakon potresa Republika ima 25.000 stanovnika. Prvi je prijedlog Senata da se, uz naplatu 10.000 dukata, primi novih pet obitelji u vlastelu tijekom godine. 15. studenog 1646. prijedlog je odbačen. 19. studenog 1658. naloženo je providnicima izraditi uredbu o "očuvanju i povećanju" vlastele. Nakon ponovljenog zahtjeva 24. ožujka 1661., providnici su izradili uredbu koja je u Velikom vijeću 26. ožujka 1662. tijesno prihvaćena (52:51). Odlučeno je birati iz uglednih građanskih obitelji ili iz redova stranih plemića samo kad izumre neka stara casata ili famiglia, većinom glasova u sva tri vijeća. 18. siječnja 1664. (64:33) odlučeno je da nova vlastela mora uplatiti 10.000 španjolskih peča u riznicu Republike. Postat će vlastela i muž i žena i zakonita djeca i muževe neudate sestre i neoženjena braća.

### Nova vlastela
Nova vlastela postali su Božidarević, Sorkočević-Bobaljević, Natali, Clasci, Zlatarić, Barberini, Poroni, Pierizzi, Primi, Đurđević, Serratura, Pavlić i Vodopić. Prvi je novoprimljeni Vlaho Mihov Božidarević (oko 1630. – 1690.) 5. studenog 1666. Uplatio je 5.000 dukata. 3. lipnja 1667. naloženo je skratiti proceduru (zbog potresa), ne ovisiti o izumiranju stare vlastele i tražiti 10.000 talira uz pristanak sva tri vijeća. 19. kolovoza odlučeno je dodati još dvije obitelji. Posljednji je primljen Petar Stjepanov Vodopić (oko 1629. – 1684.) 25. lipnja 1678. godine.
Staleško jačanje primanjem novih obitelji u plemićki krug nije bilo postignuto. Barberini, Poroni i Pierizzi nisu ni doselili u Dubrovnik. Primi, Serratura i Vodopić nisu ostavili muško potomstvo. Sorkočević-Bobaljević, Đurđević-Bernardo, Clasci i Pavlić izumrli su tijekom 18. stoljeća. Pad Republike dočekali su jedino Božidarevići, Natali i Zlatarići. Od 17. veljače 1668. do 2. travnja 1669. trajali su upadi Crnogoraca pod vodstvom Grujice Vukovića koji je naposljetku ubijen. BDP per capita po Stipetiću (dolar 1990.) pao je od 1500. do 1700. s 930 na 900 USD, u Engleskoj narastao 714-1 250, u Švicarskoj 742-1 044, u Francuskoj 727-986, u Austriji 707-993. Po popisu 1673./74. Republika ima 26.000 stanovnika. 1691. hara kuga i glad. Konavoski knez 2. ožujka 1691. piše da je 14 Vitaljana spremno otići bilo kamo, a 6 zarađuje za život u mletačkim konjaničkim odredima. 1700.g. vlastela ima 419 članova u 82 casate. Od 1703. harač (12.500 dukata) Osmanlijama plaća se svake tri godine, a ne svaku kao do tada. Dubrovački diplomati su u Rimu, Beču, Veneciji, Napulju i Parizu. 150 je brodova s 2.200 pomoraca. Izgrađena je Luža, 1713. nova katedrala, 1706. nakon požara do 1715. gradi se nova Crkva sv. Vlaha, izgrađen isusovački kompleks. Kuga je 1732. uništila pelješko selo Sutvid, Republika s minimalnih 23.000 došla na 27.000 stanovnika 1750.g., a vlastelu čini 387 članova u 70 casata. Od 1601. do 1660.g. 322 nove osobe primljene su u Veliko vijeće, od 1701. do 1760. 190. Kad su Dubrovčani 1769. zaplijenili ruski brod u Genovi, Orlov ih je proglasio neprijateljima i saveznicima Osmanlija i počeo plijeniti brodove. Po Ugovoru u Pisi 1775.g. Rusima ide 20.000 dukata odštete, mora se primiti ruskog konzula i biti nepristran u sukobu Rusije i Habsburške Monarhije. Teškoće zadavaju sjevernoafrički gusari. Uvoženo žito, riža, meso, ugljen i luksuzna roba. Najveći dio pomorsko-trgovačkih prihoda od 3 025 000 pjastri otpadao je na dugu plovidbu, 700.000 na kabotažu i kopnenu trgovinu. Dubrovnik ima 350 brodova, 80 za kabotažu (do 16 t) i 270 duge plovidbe (do 250 t nosivosti). Osamdesetak je dubrovačkih konzulata po Sredozemlju, plovi se i u New York, Philadelphiju i Baltimore. Konavoska buna izbila je 1799. nakon odredbe dubrovačke vlade da svaki podanik stariji od 14 godina mora kupiti 5 kg soli po stalnoj precijenjenoj cijeni. 800 ljudi u Konavoskom polju prisegnulo je dijeliti sudbinu i odbijati plaćanje, a tko prekrši prisegu pali mu se kuća. Dubrovačke vlasti ugušile su bunu, osudile na smrt, izdale potjernice, na njihovim domovima postavile oslikane drvene glave s njihovim likovima. Potresi se događaju 1754. u Dubrovniku, 1760. na Lopudu, 1773./78. u Dubrovačkom primorju i na Lopudu, 1785. u Dubrovačkom primorju (8 po Mercaliju). Glad na Pelješcu hara 1764. (40 umrlih u Ponikvama), kolera na Pelješcu 1783., kuga u Banima (Konavle) 1784. – 1785. (prosinac-siječanj), 1800. Republika ima 30.000 stanovnika.
Na kraju 18. stoljeća u Dubrovniku je 21 plemićki rod. Zadnji dubrovački knez bio je Sebastijan (Sabo) Mihov Đurđević-Bunić (oko 1746. – 1821.) kojemu su imanja stradala u ratu 1806. u kojem je na grad (bez prostora unutar zidina) palo 3 000 projektila. Procjena štete 1810. iznosi 8.827.524 dukata. Kuga zadnji put hara 1815./16. Prva žrtva je bio 36-godišnji Nikola Antunov Piplica iz Kune Pelješke. Ukupno su 34 žrtve, u Področju samo jedan preživjeli. Posljednji vlastelin koji je umro od kuge je Petar-Vicko Marin-Antunov Sorkočević (1769. – 12. ožujka 1816. u Slanome). Godine 1817. u Ponikvama je od gladi umrlo 30 ljudi. Neki vlastelini obnašaju dužnosti nakon pada Republike, posljednji knez bio je neko vrijeme gradonačelnik. Sigismund (Šiško) Frano-Agustinov Getaldić-Gundulić (1795. – 1860.) bio je načelnik od 1837. do 1844.
Posljednji vlastelin na važnoj funkciji bio je općinski načelnik Frano Sigismundov Getaldić-Gundulić (1833. – 1899.), izabran 1890. Vlastela se seli, izumire i miješa s pukom. Posljednji čistokrvni vlastelin je Baldo Nikšin Gradić (1861. – 1949.). Godine 1850. od bivše vlastele ostalo je 13 rodova, 57  casata  i 219 članova. Godine 1900. je 11 rodova, 26 casata i 98 članova. 21. stoljeće dočekali su samo rodovi Bunić i Gučetić u Dubrovniku, te Sorkočević u Šipanskoj Luci. Također, preostaju i pripadnici roda von Pozza - Sorgo (Pucić-Sorkočević) u muškoj liniji u Austriji i u ženskoj liniji u Konavlima (Radovčići).

## Grbovi najpoznatijih dubrovačkih plemićkih obitelji
- Basiljević
- Beneša
- Bobaljević
- Bundić
- Bunić
- Crijević
- Džamanjić
- Đurđević
- Getaldić
- Gučetić
- Gundulić
- Kabužić
- Menčetić
- Palmotić
- Ranjina
- Saraka
- Sorkočević
- Zlatarić

## Vanjske poveznice
- Hrvatski plemićki zbor
- Plemstvo Dubrovačke Republike u jedinstvenom modelu političke vlasti u Republici[neaktivna poveznica]
- Dubrovačko plemstvo u sustavu upravljanja državom  Arhivirana inačica izvorne stranice od 17. veljače 2021. (Wayback Machine)
- Specifičnosti dubrovačke vlastele
- Plemstvo u srednjovjekovnom i renesansnom Dubrovniku
- Dubrovački patricijat u 14. stoljeću  Arhivirana inačica izvorne stranice od 4. ožujka 2016. (Wayback Machine)